# Sphaerosyllis riseri
Sphaerosyllis riseri är en ringmaskart som beskrevs av Perkins 1981. Sphaerosyllis riseri ingår i släktet Sphaerosyllis och familjen Syllidae.
Artens utbredningsområde är Mexikanska golfen. Inga underarter finns listade i Catalogue of Life.